# Amiloplast

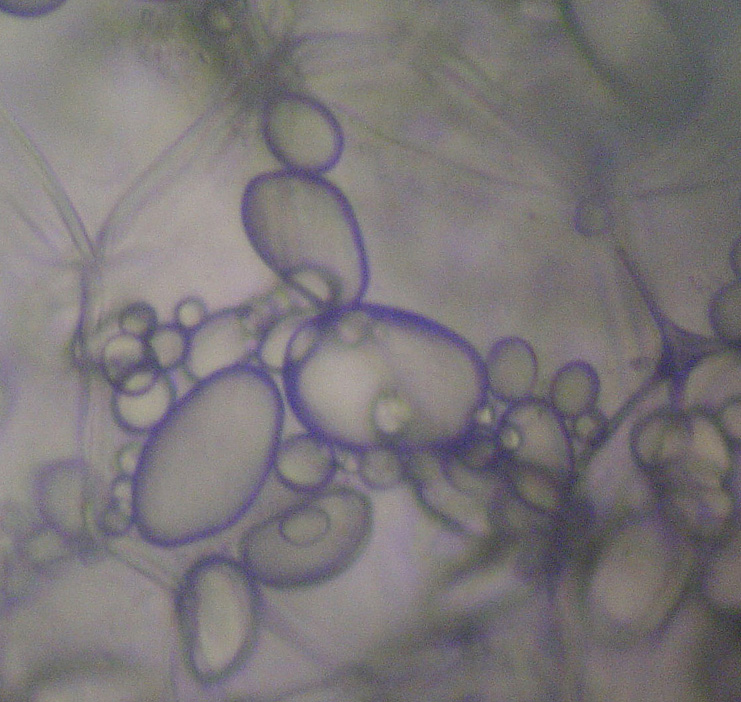
Micrografia d'amiloplasts

Un amiloplast és un tipus de plast (orgànuls cel·lulars eucariotes) que es troba només en les cèl·lules vegetals. No té clorofil·la i es caracteritza pel contingut de grànuls de midó. És el responsable de l'emmagatzematge de l'amilopectina, una forma de midó, via la polimerització de la glucosa.
Els amiloplasts proliferen en els meristemes, en els teixits d'emmagatzematge com cotilèdons, endosperma, tubercles i cèl·lules de la caliptra associades amb el geotropisme.
Els amiloplasts poden formar-se directament a partir dels protoplasts mitjançant deposició en l'estroma o dins de vesícules derivades de la membrana interna o per rediferenciació dels cloroplasts.
El midó es forma en els cloroplasts durant la fotosíntesi. Després és hidrolitzat i es resintetitza com a midó de reserva en els amiloplasts. Aquest midó té forma molt variada, esfèrica, oval, allargada (en forma de fèmur), i normalment mostren una deposició en capes al voltant d'un punt, el hilium, que pot ser cèntric (típic de les gramínies i fabàcies) o excèntric (típic en el gènere Solanum). Quan hi ha més d'un hilium es formen grans compostos (com en els gèneres Avena i Oryza). El gra de midó és un esferocristall que amb llum polaritzada mostra la figura de la creu de Malta i es tenyeix de blau - negre amb compostos iodats.